# Frères Le Nain
Antoine, Louis et Mathieu Le Nain sont trois frères peintres français du début du XVIIe siècle.

## Biographies
Nés à Laon entre 1593 et 1607, Antoine, Louis et Mathieu Le Nain sont les fils d’un sergent royal au grenier à sel du bailliage du Vermandois en Picardie, Isaac Le Nain, dont le mariage avec Jehanne Prévost — fille d’un autre sergent royal appartenant à une famille aisée de Laon — lui a donné cinq enfants. Les dates de naissance sont incertaines, les registres paroissiaux ayant été détruits par les guerres : on avance généralement (Champfleury) celle de 1593 pour Antoine, 1603 pour Louis et 1607 pour Mathieu, mais sans certitude aucune (J. Thuillier penche plutôt pour les situer entre 1600 et 1610).
Leur maison natale, à l’emplacement de l’actuel « square des Frères-Le Nain », a été détruite par un bombardement le 23 juin 1944, mais une photographie existe aux archives départementales de l’Aisne.
On ne connaît pas non plus les conditions de leur apprentissage. Claude Leleu, un chanoine de la cathédrale de Laon, docteur en Sorbonne, indique dans une histoire manuscrite de sa ville écrite entre 1711 et 1723 que les trois frères ont appris leur métier « chez un peintre estranger », probablement flamand au vu de l’affinité de leur style avec celui des descendants de Breughel, les Teniers par exemple.
On les retrouve à Paris en 1630, habitant ensemble rue Princesse. Antoine ayant été admis l’année précédente comme « maître peintre » à Saint-Germain-des-Prés, il a ouvert un atelier avec Louis et Mathieu comme « compagnons » dans les dépendances de l’abbaye, qui abrite une colonie de peintres flamands. C’est le début d’une production estimée à plus de 2 000 toiles, dont on ne connaît plus aujourd'hui que 75 officiellement attribuées.
Le 20 janvier 1648 est fondée l'Académie royale de peinture et de sculpture, dont les trois frères deviennent membres dès le mois de mars. Mais Louis et Antoine meurent les 23 et 25 mai de la même année probablement victimes d’une épidémie.
Mathieu vivra jusqu’en 1677, bénéficiant d’une grande notoriété, puisque « peintre ordinaire de la Ville de Paris » dès 1633, il est décoré de l’Ordre de Saint Michel en 1662, est mentionné comme « chevalier » dans certains documents ; il se fait appeler « Sieur de Jumelle », du nom d’une de ses propriétés dans le Laonnois. Il réalisa les portraits de Mazarin, Anne d’Autriche et Cinq-Mars.

## Les mystères Le Nain
Outre les incertitudes sur leurs dates de naissance et leur formation, les œuvres des frères Le Nain présentent la particularité de ne pas être signées, ou – quand elles le sont, à partir de 1641 – de porter le seul nom de famille (Le Nain fecit) : des œuvres à plusieurs mains ? On s’interroge depuis le XVIIe siècle sur ce problème fort délicat d’attribution.
Le chanoine Leleu distingue dans son manuscrit les dispositions artistiques des trois frères : « Leurs caractères estoient différents … Antoine. « excelloit pour les mignatures et portraicts en raccourci, Louis le cadet, réussissoit dans les portraicts qui sont à demy-corps et en forme de buste ; Mathieu, qui estoit le dernier, estoit pour les grands tableaux, comme ceux qui représentent les mystères, les martyres des saints, les batailles et semblables. » Mariette (1694-1774), le grand connaisseur du XVIIIe siècle, affirmait qu’ Antoine et Louis travaillaient en commun et qu’il était impossible de distinguer sur une même toile la part de l’un ou de l’autre. Paul Jamot a attribué à Antoine les œuvres plus primitives, de couleurs vives, de facture épaisse, comme les deux petits tableaux du Louvre, Réunion de famille, daté de 1642, et Portrait dans un intérieur, daté de 1647. À Mathieu il attribue diverses œuvres reflétant son « esprit martial » comme le célèbre Corps de garde (1643) ou La Réunion d’amateurs (Louvre). Il a fait émerger la figure de Louis, le poète, l’auteur des pures élégies domestiques. Mais quid des tableaux religieux et mythologiques retrouvés plus tard ?
Dans le catalogue qu’il rédige pour la grande exposition consacrée aux Le Nain d’octobre 1978 à janvier 1979 au Grand Palais à Paris, Jacques Thuillier considère que la distinction des différentes mains est fort délicate en l’état de nos connaissances et refuse de se prononcer : « Le jour n'est pas encore venu où l'on pourra définir avec précision la genèse d'un tableau comme la Famille de paysans. Une étude attentive, aidée par les moyens scientifiques, permettra sans doute de séparer les trois mains : et nous espérons que la présente exposition hâtera grandement ce résultat. Encore restera-t-il à distinguer les inspirations : soit l'essentiel. Et si, comme il est à croire, les trois frères ont été aussi profondément liés que différents de caractère, aussi appliqués à confondre leur travail qu'à exprimer leur personnalité, la clef de cette triple création pourrait bien nous échapper à jamais. » La nouvelle exposition qui se tient du 22 mars au 26 juin 2017 au Louvre-Lens est exceptionnelle : elle réunit 55 des 75 tableaux connus des Le Nain sous le titre « le Mystère Le Nain », et N. Milovanovic, commissaire de l’exposition et conservateur en chef au Louvre a pris le parti de regrouper stylistiquement les œuvres : « … selon les éléments que nous proposons d'attribuer à Louis, Antoine et Mathieu. Mais il est aujourd'hui encore arbitraire d'attribuer un prénom à un tableau des Le Nain, un « Louis » pouvant se révéler être un « Antoine » et inversement. Ces groupes dessinent cependant de véritables personnalités artistiques que l'exposition se propose de soumettre au regard et au jugement du public » et opère une distinction parmi les œuvres entre les trois mains à travers plusieurs sections thématiques : « « Louis : un génie méconnu ? », « Antoine, portraitiste et miniaturiste » ou encore « Mathieu, l'ambitieux ». Plus le temps passe et plus les différences de sensibilité, de génie artistique, sont apparues entre les trois. Mais on ne peut pas imaginer non plus qu'ils peignaient chacun dans leur coin: sur certains tableaux, il y a clairement deux mains avec différentes étapes de création, » précise le commissaire de l’exposition.
Une dernière section présente des tableaux attribués à tort aux Le Nain et d’autres de maîtres hollandais d’inspiration et de style comparables, ce qui témoigne de la notoriété et du succès des Le Nain au milieu du XVIIe siècle.
Une célébrité dont Mathieu allait bénéficier pour poursuivre une carrière brillante après la mort de ses deux aînés, traitant aussi bien des scènes de genre (La Tabagie qu’il termine, Corps de garde) que des scènes religieuses pour des églises parisiennes.

## La postérité des Le Nain

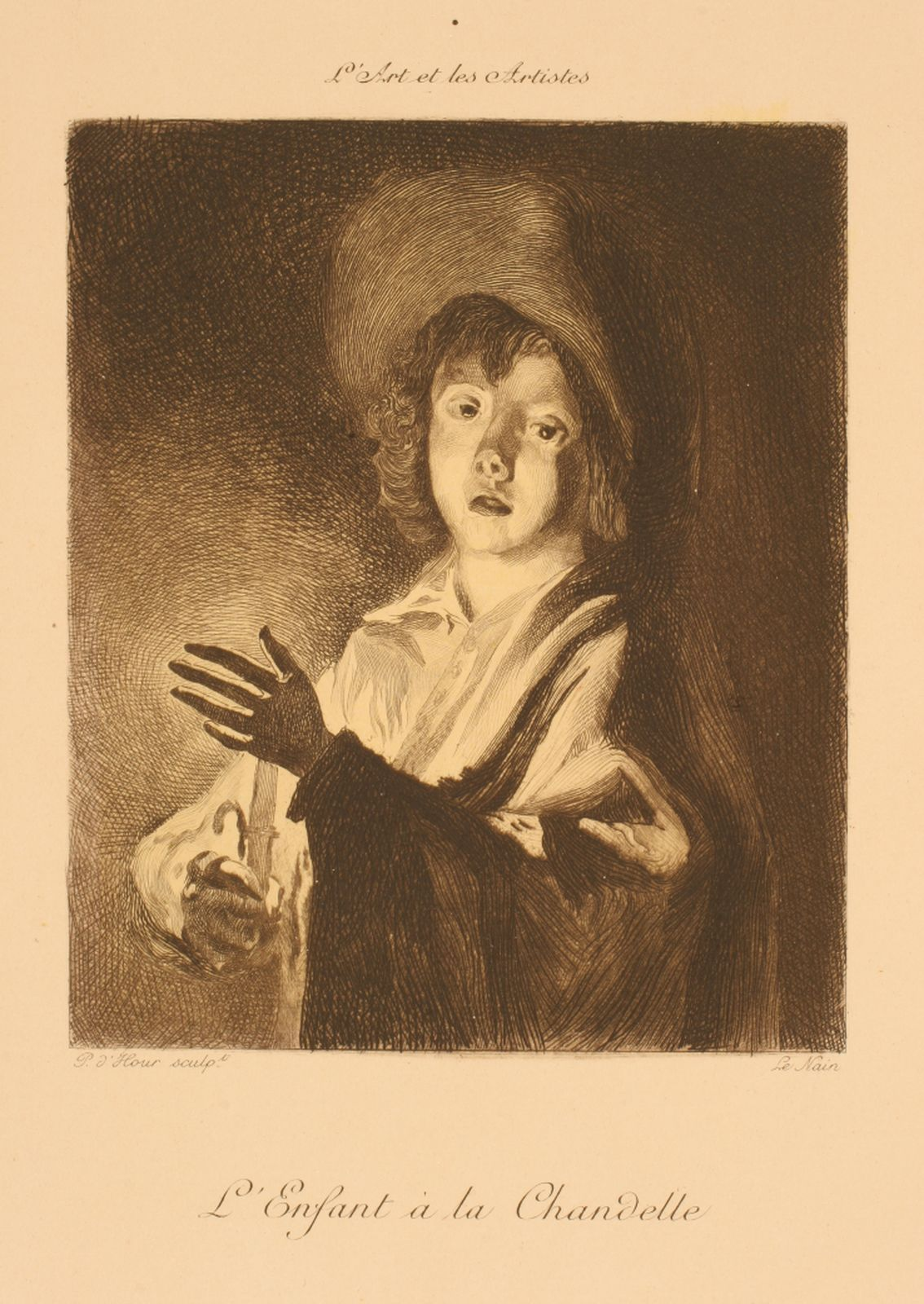
L'enfant à la chandelle, P. D'Hour (graveur) d'après frères Le Nain (peintre), gravure à l'eau-forte et à l'aquatinte, 19^{e} siècle, 50 x 32,5 cm, Musée des Beaux Arts de Nancy

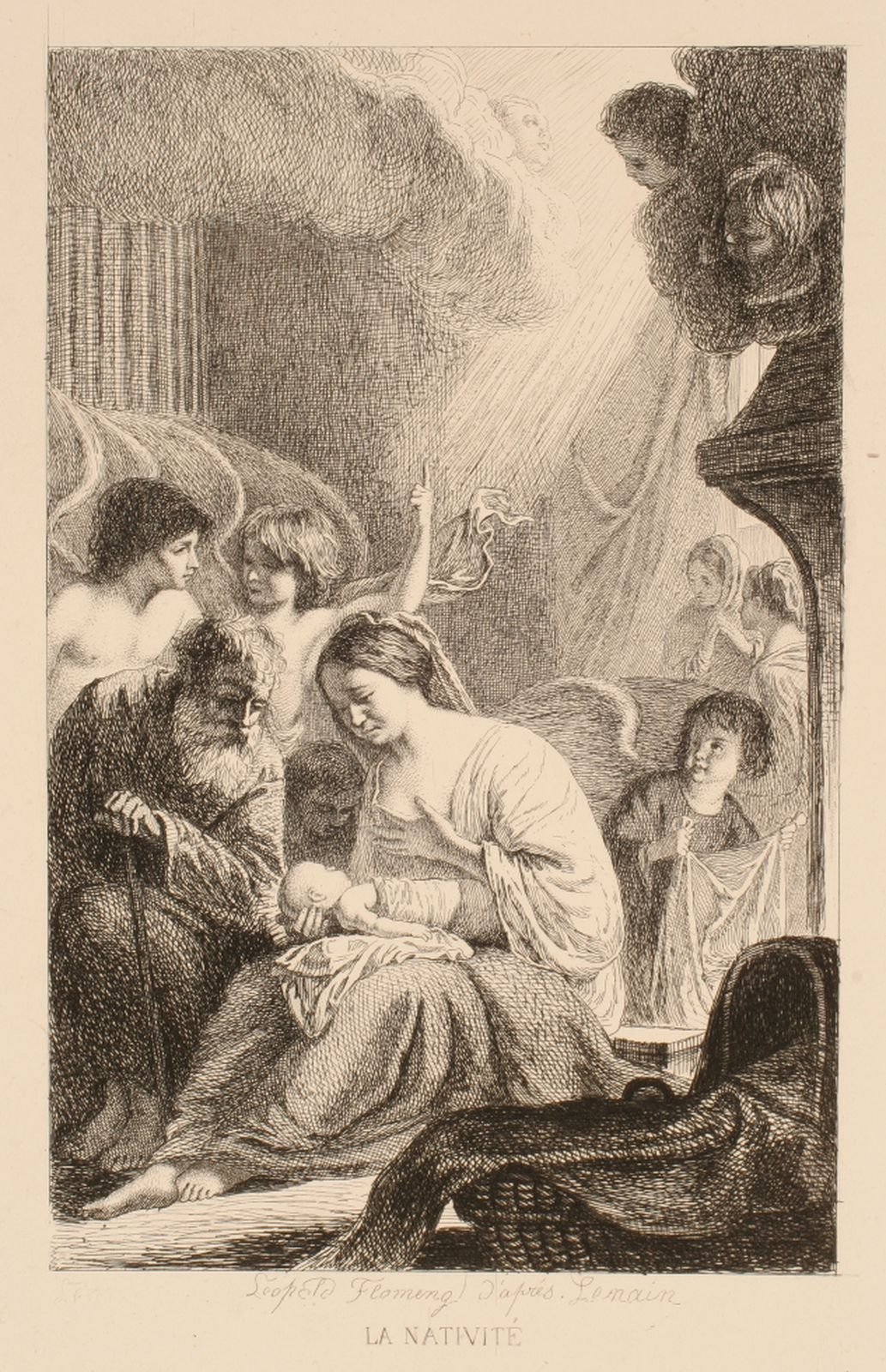
La Nativité, Léopold Flameng (graveur), d'après frères Le Nain (peintre), gravure à l'eau-forte, 19e siècle, 24,1 x 17 cm, Musée des Beaux-Arts de Nancy

La popularité des frères Le Nain a été grandement renforcée par le travail de graveurs de l'époque. Des artistes tels que Robert-Dumesnil et Jean Pesne ont contribué à transposer les tableaux des Le Nain en gravures, permettant ainsi une diffusion plus large de leur art. Ces gravures ont en effet joué un rôle crucial dans la diffusion de leur style. Elles ont ainsi servi à préserver et à propager l'influence des frères Le Nain au-delà des frontières de Paris et de la France, atteignant des amateurs d'art et des collectionneurs. C’est un médium permettant une diffusion et une reproduction des œuvres d'art efficace à une époque où la photographie et l'impression moderne n'étaient pas disponibles. Elles permettaient alors la distribution d'œuvres d'art auprès d'un public plus large.
La postérité des frères Le Nain réside ainsi en partie à travers la gravure. Leur capacité à dépeindre des scènes de la vie populaire française de l'époque, a servi de fenêtre sur le passé, offrant un aperçu précieux de la société du 17e siècle et constituant une archive visuelle riche de détails historiques. Cela attisait également la curiosité d’autres, trouvant à travers ce medium une façon de collectionner des œuvres.
Les graveurs qui ont suivi ont cherché à émuler le style distinctif des Le Nain, reproduisant avec habileté la richesse de leurs œuvres picturales dans le format plus restreint de la gravure.
En outre, les frères Le Nain ont contribué à élever la gravure au rang d'art noble, établissant ainsi une tradition qui influencera de nombreux artistes graveurs ultérieurs. Leur maîtrise de la technique a contribué à façonner l'évolution de cette forme d'expression au fil des siècles.
La postérité des frères Le Nain dans la gravure se manifeste également à travers l'influence durable de leur iconographie. Les motifs récurrents tels que les scènes de genre, les natures mortes et les représentations de la classe ouvrière ne se sont pas arrêtés à eux et ont inspiré des générations d'artistes gravant dans des styles variés.
Au fil du temps, l'appréciation de l'œuvre des frères Le Nain a évolué, passant d'une relative obscurité à une reconnaissance croissante de leur importance dans l'histoire de l'art.
En résumé, la postérité des frères Le Nain à travers la gravure demeure un chapitre captivant de l'histoire de l'art. Leur impact transcende les limites du pinceau pour s'étendre aux plaques de cuivre, façonnant ainsi le paysage artistique de leur époque et au-delà. Les artistes gravant dans le sillage des Le Nain ont perpétué leur héritage, faisant de la gravure un médium pérenne pour la célébration et la perpétuation de la vie quotidienne telle que capturée par ces maîtres du Siècle d'Or français.
Le triomphe du classicisme avec Poussin, et l’influence des « Rubénistes » à l’Académie allaient rapidement éclipser dans la seconde moitié du XVIIe siècle la notoriété des Le Nain. Les registres de L’Académie ne gardent aucune trace de Mathieu après 1649.

Dès 1688, dans ses « Entretiens sur les vies et sur les ouvrages des plus excellents peintres anciens et modernes », André Félibien, architecte et historiographe français, grand admirateur de Poussin leur consacre un bref passage : 

« les Nains frères faisoient des portraicts et des histoires, mais d’une manière peu noble, représentant souvent des sujets simples et sans beauté » (vol. IV p. 215. »

 La postérité de leur peinture reflète les variations du goût artistique au cours des siècles suivants. Inscrits sur les registres de l’Académie Royale comme « peintres de bambochades » (ces scènes de genre popularisées par un peintre de Harlem, Pierre Van Laere, dit le Bamboche, qui séjourne à Rome entre 1626 et 1639), ce que confirme le critique d’art Mariette dans son Abecedario : 

« Antoine et Louis Le Nain peignaient les bamboches dans le style français … Ils s’accordaient si parfaitement dans leur travail qu’il était presque impossible de distinguer ce que chacun avait fait dans le même tableau ; car ils travaillaient en commun, et il ne sortait guère de tableaux de leur atelier où tous deux n’eussent mis la main. »

 Prises, au XVIIIe siècle pour des productions hollandaises, leurs œuvres furent de moins en moins recherchées.

C’est Champfleury, critique littéraire et écrivain proche de Balzac, qui va, par de patientes recherches, sortir de l’oubli les trois frères dont il loue l’attachement à leur terre natale dont il est lui aussi originaire, la région de Laon. Sainte-Beuve s’appuie sur les études de Champfleury pour évoquer les frères Le Nain dans un de ses « Nouveaux Lundis » en 1875, soulignant leur filiation avec Chardin, mais jugeant que « ceux-ci lui restent supérieurs peut-être par un trait moral plus prononcé, par une bonhomie plus antique ». Mais les réticences demeurent : Ernest Chesneau, critique influent et Inspecteur des Beaux-arts sous le Second Empire trouve Champfleury emporté par son enthousiasme et voit en les frères Le Nain des 

« braves gens qui peignaient solidement, pesamment, mais qu’aucune flamme intérieure, non plus qu’aucune inquiétude de la beauté plastique, aucun souci des procédés techniques, n’ont jamais émus. »

 Cette veine réaliste va pourtant favoriser un regain d’intérêt pour leurs tableaux : Courbet s’en inspire, Corot rappelle l’atmosphère élégiaque de Louis, et retrouve la douce lumière des campagnes de Picardie. On dit même que Cézanne a longuement médité devant les Joueurs de cartes, et les découvertes récentes de toiles religieuses ou mythologiques des Le Nain ont attiré l’attention de la critique et du public, tout en remettant en cause les attributions faites à chacun.

## Œuvres
En l’état actuel de la connaissance des œuvres des frères Le Nain, sur une production estimée par Jacques Thuillier à plus de 2 000 toiles, dont 200 figuraient encore à l’inventaire de l’atelier d’Antoine à sa mort en 1677, 75 sont actuellement reconnues comme telles. Sans préjuger de leurs attributions respectives (voir les distinctions opérées par l’exposition du Louvre-Lens), on peut distinguer parmi les sujets traités : les scènes de genre (« bambochades à la française » parmi lesquelles les scènes de la vie paysanne sont les plus fréquentes), les portraits et les scènes religieuses ou mythologiques.

### Scènes de genre
Le chef-d’œuvre en est selon J. Thuillier la « Famille de paysans » du Louvre, tableau réapparu seulement en 1914 à l’Hôtel Drouot, acquis par le Louvre en 1915 grâce aux fonds procurés par un legs. « Le Nain, par-delà toutes les exceptions et tous les prestiges, inscrit ici le poème essentiel de la terre et du temps ».
Il semble que ce soit le retour de la vogue des tableaux de genre à Paris, sous l’influence de la peinture flamande (Teniers), de Van Laer (le Bamboche), de Sébastien Bourdon, qui pousse les frères Le Nain à se tourner vers ces sujets, autant que leurs origines picardes : ils connaissent bien les hommes et les paysages du Laonnois. Ils y possèdent plusieurs propriétés qu’ils louent et ont gardé le vendangeoir de Bourguignon-sous-Montbavin où ils séjournent à l’occasion et une terre à « La Jumelle » dont Mathieu prendra le nom.
« Ils connaissent donc parfaitement les conditions de vie, les mentalités, l’architecture et l’environnement de cette terre ravagée par les guerres de religion, puis par les épisodes de la guerre de Trente Ans : en témoignent « les murs de ferme à demi écroulés de la Charrette, la chapelle aux fenêtres bouchées du Paysage de Hartford, et ces vêtements rapiécés par tous les bouts qu'on voit dans la moitié des toiles ». Les visages des paysans locaux leur sont familiers, au point que l’on en retrouve certains dans différents tableaux : le personnage assis à droite dans la Forge de Vulcain ressemble fort à celui qui est assis à droite du Repas de paysans, la paysanne âgée assise à gauche sur cette même toile rappelle la Religieuse d’Avignon. La forge et les vendangeoirs de Mons-en Laonnois ont certainement servi de modèle aux deux tableaux de La Forge ou aux Paysans devant leur maison du musée de San Francisco.
Leur peinture transcende le style convenu des scènes de genre et son goût pour le pittoresque : elle s’attache à exprimer, au-delà du souci de réalité, un sentiment de dignité et de vie intérieure des personnages par le soin apporté à la figuration des attitudes et des regards, qui établissent une relation entre le tableau et le spectateur.
Les caractéristiques qui révèlent l’influence caravagesque et la vocation de portraitistes des Le Nain qui atteignent ici leur pleine maturité : « Seules les œuvres de la maturité montrent les Le Nain capables de se saisir du thème le plus banal et de le repenser de l'intérieur en oubliant toutes les traditions précédentes, capables d'en retrouver la donnée humaine immédiate ».
On retrouve ces caractéristiques dans les multiples scènes de genre, parfois teintées d’anecdotes, des tableaux suivants, dont les reproductions sont, pour la plupart, accessibles sur Wikimedia Commons :

#### Attribués à Louis Le Nain

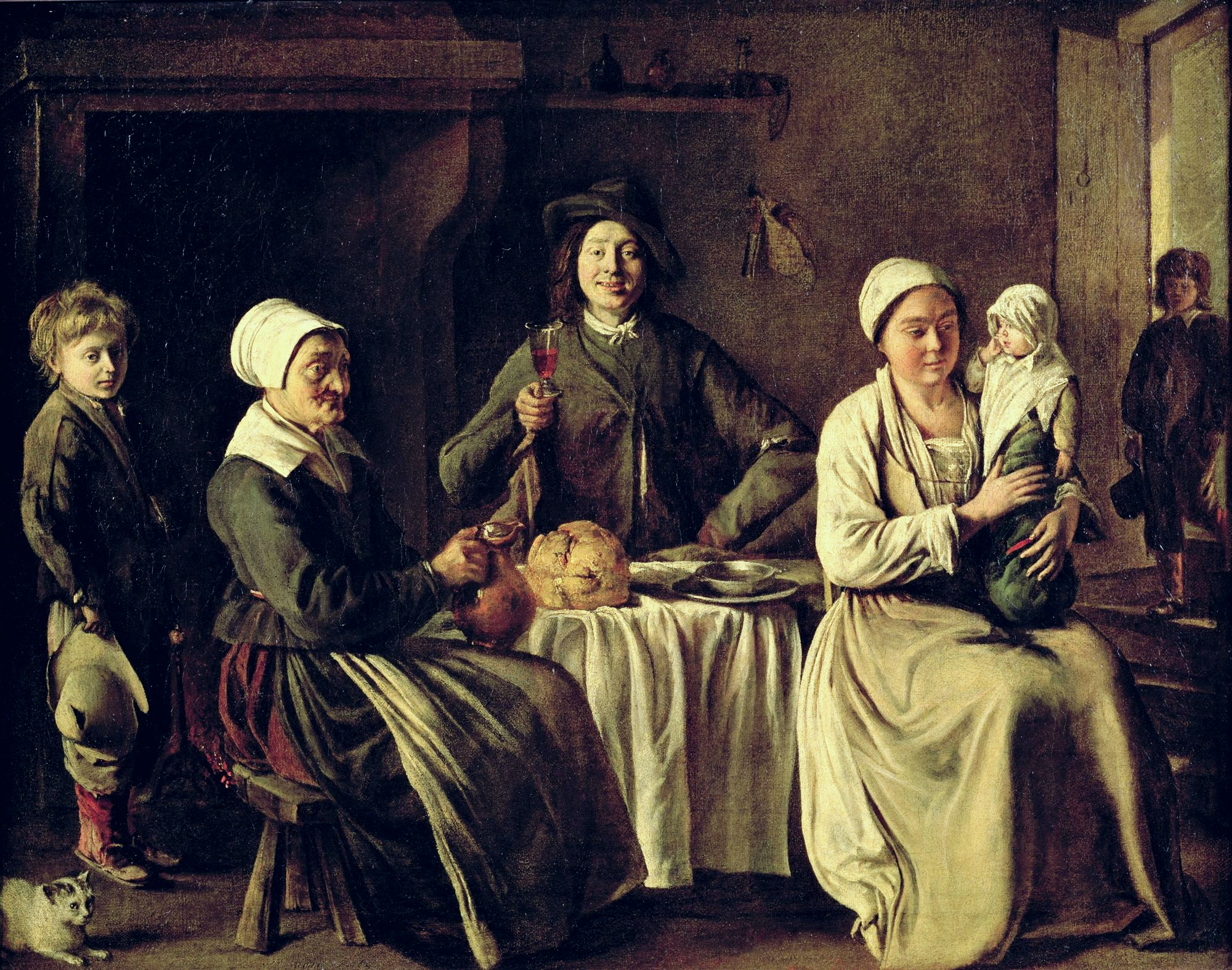
L’Heureuse Famille, 1642.

- Les Joueurs de cartes, vers 1635-1638, Londres, Royal Collection Trust, Her Majesty Queen Elizabeth II.
- La Visite à la grand-mère, vers 1640, musée de l'Ermitage, Saint Petersbourg.
- Lieu champêtre, vers 1640, National Gallery of Art, Washington
- Les Joueurs de Trictrac, vers 1640, musée du Louvre.
- La Charrette ou Le Retour de la fenaison (1641), huile sur toile, 56 × 72 cm, Musée du Louvre, Paris[8]
- Famille de paysans dans un intérieur, vers 1642, huile sur toile, 113 x 159 cm, Musée du Louvre, Paris
- Le puits, vers 1641, huile sur toile, 63,5 x 76,2 cm, collection particulière, Paris,, ayant été inclus dans l'exposition temporaire du musée du Louvre-Lens Le mystère Le Nain du 22 mars au 26 juin 2017.
- La Famille heureuse ou Le Retour du baptême, 1642, musée du Louvre.
- Intérieur paysan au vieux joueur de flageolet, vers 1642, Kimbell Art Museum, Fort Worth, Texas.
- La Halte du cavalier vers 1640, Victoria and Albert Museum, Londres.
- La Famille de la laitière (vers 1641), huile sur toile, 51 × 49 cm, Saint-Pétersbourg, Musée de l'Ermitage[9]
- Repas de paysan (1642), huile sur toile, 97 × 122 cm, Musée du Louvre[10]
- La Forge (1642-1643), huile sur toile, 69 × 57 cm, Musée du Louvre, Paris[11]
- La Tabagie (1643), huile sur toile, 117 x 137 cm, Paris, Musée du Louvre (achevé par Mathieu)[12]
- Intérieur paysan, (ou Mathieu ?) vers 1645, National Gallery of Art, Washington.

#### Attribués à Antoine Le Nain
- Réunion musicale, dit aussi Réunion de famille, 1642, huile sur cuivre, musée du Louvre
- Avant le cours de danse, Staatliche Kunsthalle Karlsruhe
- Le Musicien de village,  1642, huile sur cuivre, Detroit Institute of Arts.
- Les Petits Joueurs de cartes, 1640-1645, huile sur cuivre, Clark Art Institute, Williamstown, Massachusetts, (États-Unis)
- Intérieur rustique. Musée des Beaux-Arts, Rouen

#### Attribués à Mathieu Le Nain
- Paysans dans une creutte, (et Louis?), vers 1642, Petworth, Petworth House.
- Intérieur paysan, (ou Louis ?), 1640-1645, Washington, National Gallery of Art.
- La Querelle, 1640, Musée national de Cardiff.
- Les Joueurs, Amsterdam, Rijksmuseum.
- Le Concert, musée d'Art et d'Archéologie de Laon.
- Le Jardinier offre des fleurs à sa maîtresse, Cologne, musée Wallraf Richartz.
- Musiciens, Dulwich Picture Gallery.
- Les Tricheurs, musée des Beaux-Arts de Reims.
- Le Reniement de saint Pierre, Paris, musée du Louvre.

#### Attribués à Louis et Mathieu Le Nain
- La Naissance de la Vierge, Paris, Cathédrale Notre-Dame de Paris.

#### Attribué aux trois frères
France
- Portrait de François de Villiers Saint-Paul, sieur de Marquéglise, toile, 80 × 65 cm, musée des Beaux-arts de Chartres, acquisition à la vente Lamésange à Dreux en 1867[13].
- Orléans, musée des Beaux-Arts: 
  - Bacchus et Ariane (1630-1635), huile sur toile, 102 × 152 cm[14]
- Vénus dans la forge de Vulcain (1641), huile sur toile, 150 × 117 cm, musée des Beaux-Arts de Reims[15]

Royaume-Uni
- Quatre Figures à une table (vers 1643), huile sur toile, 45 × 55 cm, National Gallery, Londres[16].

Collections particulières
- Le Christ enfant méditant sur la Crucifixion, 1642-1648, 77 × 59 cm, collection particulière.

### Portraits, scènes religieuses ou mythologiques

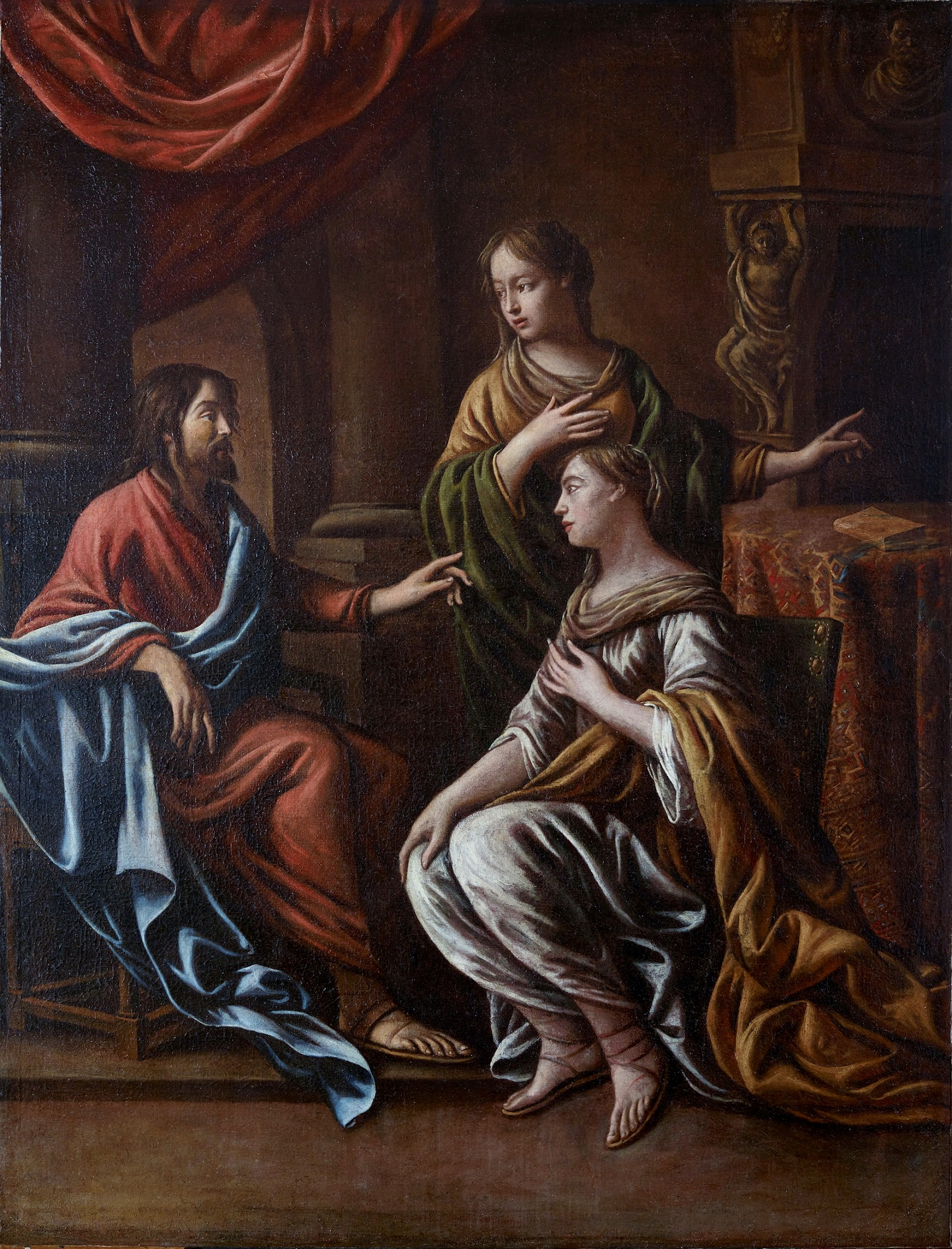
Mathieu Le Nain : Le Christ chez Marthe et Marie (musée des Beaux-Arts de Rennes).

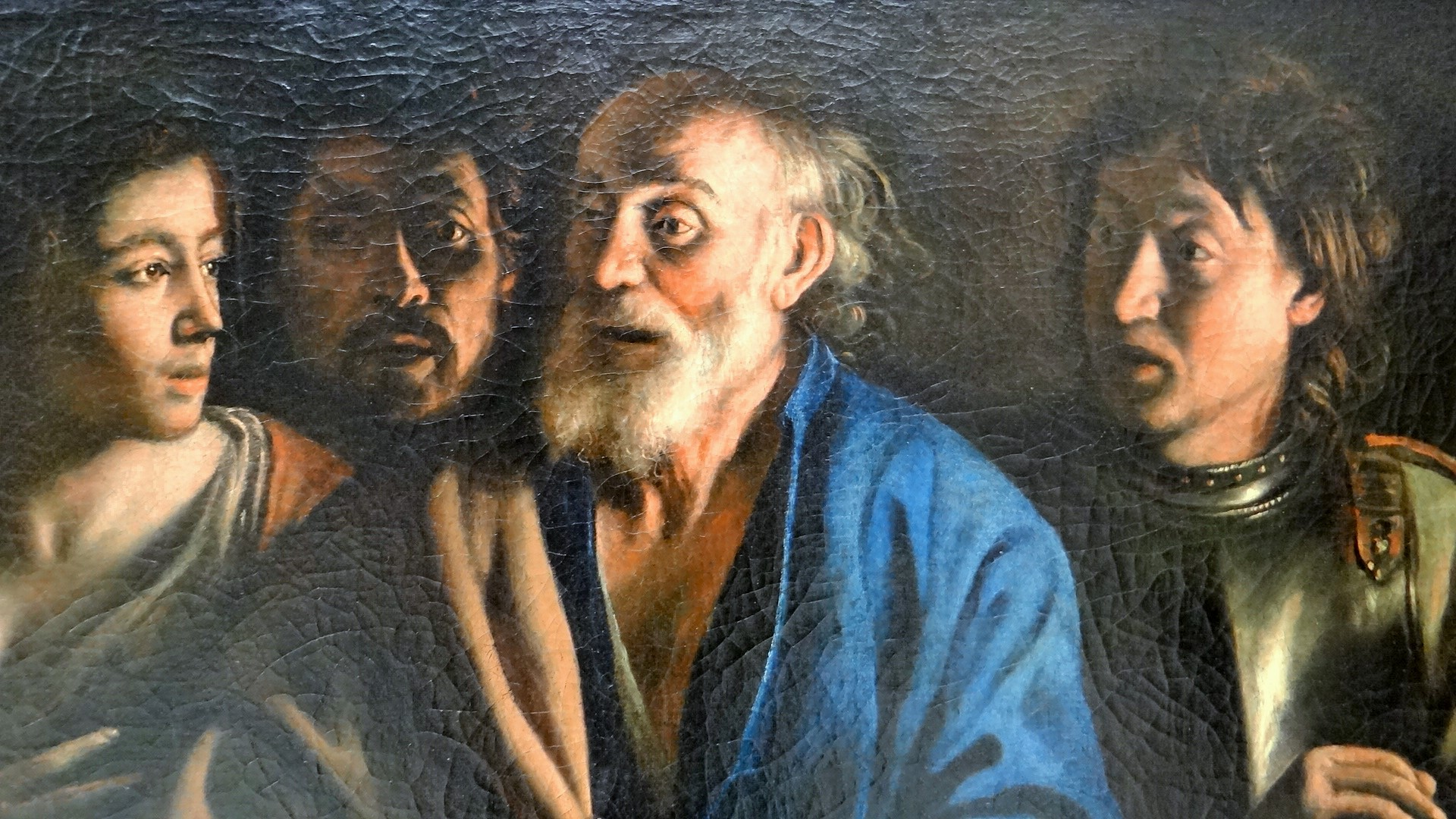
Mathieu Le Nain : Le Reniement de saint Pierre (musée du Louvre).

Les scènes religieuses ou mythologiques répondent à des commandes d’églises parisiennes ou d’amateurs fortunés à une époque où les Le Nain sont des peintres fort appréciés.
Les compositions religieuses prédominent chez Mathieu, ce que confirme son inventaire après décès en 1677.
- Bacchus découvrant Ariane à Naxos, vers 1635, huile sur toile, 102 × 152 cm, musée des beaux-arts d'Orléans (attribué à Louis).
- Saint Jérôme, 1643, Paris, coll. part. (attribué à Louis)
- La Madeleine pénitente, vers 1643, Suisse, coll. part. (attribué à Louis)
- Portrait d'un chevalier de l'ordre de Saint-Michel, Musée des beaux-arts de Lyon (attribué à Louis)
- Triple Portrait, 1646-1648, huile sur toile, 54,1 × 64,5 cm, Londres, National Gallery (attribué à Louis)
- Trois Jeunes Musiciens, vers 1630, musée d'art du comté de Los Angeles (attribué à Antoine)
- Portrait d'Henri de Lorraine, comte d'Harcourt, vers 1638-1640, Paris, collection particulière (attribué à Antoine)
- Portrait de jeune homme, musée Old Masters, Bruxelles (attribué à Mathieu)
- Portrait de Jules Mazarin,  château de Versailles (attribué à Mathieu)
- L'Annonciation, Musée Rolin, Autun, France (attribué à Mathieu)
- Les Pélerins d'Emmaüs (vers 1645), huile sur toile, 75 × 92 cm, Paris, musée du Louvre (attribué à Louis)[17]
- Le Christ chez Marthe et Marie, huile sur toile, musée des beaux-arts de Rennes (attribué à Mathieu)[18]
- Allégorie de la Victoire (attribué à Mathieu vers 1635), huile sur toile, 151 × 115 cm, Musée du Louvre[19]
- L'Adoration des mages (attribué à Mathieu 1648), huile sur toile, 117 × 88 cm, Meaux, musée Bossuet[20]

Découvert en 2000 dans un grenier de Lunéville, Le Reniement de saint Pierre, a été offert en 2010 au musée du Louvre par la société d'assurances AXA, à la suite d'un appel au mécénat du musée afin de se l'approprier.
À l’intérieur de l’église de Saint-Denis-de-Pile est exposé le tableau « La Visitation », offert à la paroisse par le duc Decazes en 1818.

## Interprétations: le contexte social et religieux.
Ce parti pris de réalisme social – qui séduira tant Champfleury et Courbet au XIXe siècle – a parfois été interprété comme le signe d’un engagement des frères Le Nain, si proches des paysans de leur terre natale du Laonnois, à exposer les conditions matérielles difficiles de ces pauvres ruraux frappés durement par la misère du temps. Les mauvaises récoltes suivies de disettes, les épidémies, les augmentations de taxes se multiplient après 1630 : « la longue période de paix commencée en 1598 prenait fin… Au-delà commençaient les épreuves, les années de misère et de mort, puis les années d’impôts inouïs créés par la politique de guerre (de Richelieu). Le bon temps, celui des années 1620, laisserait le souvenir d’une époque heureuse».
On a aussi vu dans ce sentiment de dignité, de vie intérieure qui transparaît dans les attitudes des personnages et les symboles récurrents de certaines scènes d’intérieur (le pain, le vin, le sel…) la manifestation du renouveau de piété populaire de l’époque, sous l’influence de personnalités éminentes du clergé : François de Sales (1567-1622). dont l’Introduction à la vie dévote est l’œuvre de référence de la nouvelle piété, Pierre de Bérulle (1575-1629), aumônier du roi, qui introduit en France la Compagnie des prêtres de l’Oratoire, Jean-Jacques Olier, curé de Saint-Sulpice, qui fonde de nouveaux séminaires, ou les prêtres lazaristes ou eudistes qui multiplient les missions dans les campagnes « dans des villages écartés (pour) prêcher, confesser, instruire, édifier les paysans ».
Dans le cadre de cette interprétation, Jean-Pierre Cuzin (Dictionnaire du Grand Siècle) souligne le sérieux ou la mélancolie du regard chez les enfants des Le Nain, loin de l’insouciance de leur âge : 

« On pense (…) aux confréries des dames de la Charité créées par Vincent de Paul pour soulager la misère des familles des environs de Paris : c’est le thème des enfants abandonnés, recueillis et placés dans des familles d’accueil que traiteraient la plupart des tableaux montrant soit ces enfants seuls, soit accompagnés de la dame de charité, soit de la famille adoptive au complet (…). Ainsi s’expliqueraient ces enfants trop nombreux, trop peu ressemblants entre eux, d’âges trop semblables pour être des frères, et le ton grave, presque sacramentel, qui règne dans ces tableaux et les distingue de toute la production européenne d’alors, tant nordique qu’italienne ou espagnole. »

Cette influence pourrait expliquer la profonde originalité des scènes paysannes des Le Nain, fort éloignées des « gueuseries à l’italienne ou à la flamande, moments pittoresques ou burlesques… scènes de bataille ou de corps de garde, qui surprenaient, amusaient ou dépaysaient » que le goût bourgeois de l’époque réclamait. Les frères Le Nain se distingueront ainsi de la « masse des tâcherons qui peignaient à fresque la chapelle d’une confrérie de métier ou le tableau de cheminée d’un bourgeois » : ils fonderont, en 1648, avec une douzaine de ces artistes privilégiés par les commandes du roi et de la Cour, dont Philippe de Champaigne, cette Académie Royale de peinture et de sculpture « association de lettrés sur le mode italien revendiquant le prestige des arts libéraux par opposition aux arts mécaniques des métiers jurés » qui siègera au Louvre avec la protection du chancelier Séguier. Mais, on l’a vu, Louis et Antoine meurent quelques semaines plus tard. Et lorsque, grâce à Champfleury, leur peinture suscitera à nouveau l’intérêt du public, ce ne sont pas les scènes religieuses ou mythologiques, ou les portraits de notables, de saints ou de soldats qui les rendront populaires, mais les tableaux de paysans et de pauvres.

## Peintres liés aux Le Nain
Pendant l'exposition consacrée aux Le Nain, à Paris en 1978-1979, Jacques Thuillier a fait le point sur des personnalités proches des Le Nain :
- Louis Le Nain
- Le Maître aux béguins[27]
- Le Maître des Cortèges
- Le Maître des Jeux
- Jean Michelin
- Pierre Montallier